# La abadía de Northanger (película)
Northanger Abbey (La abadía de Northanger), es una película para televisión del Reino Unido estrenada el 25 de mayo de 2007. Está basada en la novela póstuma La abadía de Northanger, de la escritora Jane Austen, publicada un año después de su muerte (1818).

## Sinopsis
Catherine Morland vive en un pequeño pueblo y con una familia numerosa. El Sr. y la Sra. Allen, amigos de la familia, la invitan a Bath, Inglaterra.
Allí conoce a Isabella Thorpe y su madre, ella no sabe que Isabella mantiene una relación con su hermano James Morland. Catherine y la familia Allen asisten a un baile y allí es observada por el hermano de Isabella, John Thorpe, quienes son presentados por Isabella. En ese baile se cruza con Henry Tilney cuando ella estaba con la señora Allen, y luego conoce a Eleanor la hermana de Henry. 
Henry y John se disputan el amor de Catherine Morland.

## Reparto
1. Felicity Jones es Catherine Morland.
2. JJ Feild es Henry Tilney.
3. Carey Mulligan es Isabella Thorpe.
4. William Beck es John Thorpe.
5. Hugh O'Conor es James Morland.
6. Catherine Walker es Eleanor Tilney.
7. Liam Cunningham es General Tilney.
8. Sylvestra Le Touzel es Mrs Allen.
9. Desmond Barrit es Mr Allen.
10. Mark Dymond es Captain Tilney.

## Realización
La película se filmó en Irlanda:
1. Ardbraccan House, County Meath (Iglesia Fullerton y casa parroquial).
2. Castillo Charleville Forest, Tullamore, Condado de Offaly.
3. Dublin Castle, Dublín, Condado de Dublín (Beechen Cliff scenic walk).
4. Dublín, Condado de Dublín.
5. Higginsbrook, Trim, Condado de Meath (Iglesia Fullerton y casa parroquial).
6. Hotel King, Calle Henrietta, Dublín, Condado de Dublín (Bath)
7. Lismore Castle, Lismore, Condado de Waterford (Northanger Abbey).

## Música
The Pemberley Players y Mozart
1. "The Comical Fellow" (El compañero cómico): Tradicional - Realizado por The Pemberley Players - De Thompson's 'Twenty Four Country Dances' (1776).
2. "Childgrove": Tradicional - Realizado por The Pemberley Players - De John Playford 'The English Dancing Master', undécima edición (1701).
3. "Upon a Summer's Day" (A un día de verano):  Tradicional - Realizado por The Pemberley Players.
4. "Die Zauberflöte, K. 620, No. 14: Act II, Aria: Der Holle Rache": Música de Wolfgang Amadeus Mozart.
5. "Grimstock":  Tradicional - Realizado por The Pemberley Players - De John Playford, 'The English Dancing Master'.
6. "The Touchstone" (La piedra de toque): Tradicional - Realizado por The Pemberley Players.
7. "Chestnut" (Castaña): Tradicional - Realizado por The Pemberley Players.
8. "The First of April" (El Primero de Abril): Tradicional - Realizado por The Pemberley Players.
9. "My Lord Byron's Maggot" (Mi Lord Byron Maggot): Tradicional - Realizado por The Pemberley Players.

Charlie Mole
1. Opening Credits.
2. An Adventure.
3. At the centre of things.
4. Shopping.
5. An Introduction.
6. Mr Thorpe.
7. Decpetion.
8. Gods creation.
9. Rivals.
10. To Northanger Abbey.
11. All houses have secrets.
12. Miss Morlands chamber.
13. Mrs Tilney.
14. Mr Tilneys departure.
15. Woodston.
16. Fevered Imagination.
17. Foolish.
18. Isabella's letter.
19. A shock departure.
20. Travelling alone.
21. Home.
22. Questions.
23. Regret.
24. Bound to you.
25. Title track.
26. Jane Austen Season.

## Estreno
La película se estrenó entre 2007 y 2009.
En 2007 en
1. Reino Unido, el 25 de marzo.
2. Islandia, el 13 de diciembre (Estreno en DVD).
3. Canadá, el 16 de diciembre.

En 2008 en
1. Suecia, el 10 de enero.
2. Estados Unidos, el 20 de enero.
3. Finlandia, el 29 de enero.
4. Finlandia, el 15 de febrero (Estreno en DVD).
5. Noruega, el 20 de febrero (Estreno en DVD).
6. Australia, el 15 de junio.

En 2009 en
1. Hungría, el 7 de noviembre.

Títulos
- "A klastrom titka" (Hungría).
- "L'abbazia di Northanger" (Italia).
- "Northanger Abbedi" (Dinamarca).
- "Northanger Abbey" (Finlandia).
- "Opactwo Northanger" (título alternativo), (Polonia).
- "Opatija Northanger" (Croacia).
- "To avaeio tou Northanger" (Grecia).
- "Northanger Abbey/La abadía de Northanger" (Países hispanohablantes).

## Transmisión
- Se trnsmite por el canal Europa Europa.